# J.H. Praßl
J.H. Praßl ist der Autorenname des österreichischen Schriftsteller-Duos Judith Raith und Heinz Praßl, das sich vorwiegend im Phantastik-Genre bewegt.

## Hintergrund
Judith Raith (ehem. Praßl, * 1979 in Ried im Innkreis) ist diplomierte Philosophin und arbeitet seit 2006 als Autorin und freischaffende Künstlerin. Heinz Praßl (* 1970 in Graz) ist diplomierter Umweltsystemwissenschaftler (Schwerpunkt Physik) und Fachtrainer; er ist Mitbegründer eines Mittelaltervereins und unterrichtet mittelalterlichen Schwertkampf. Die beiden waren früher  verheiratet und sind mittlerweile geschieden.
Ihre Chroniken von Chaos und Ordnung sind ein auf neun Bände angelegtes Fantasy-Epos, das mit dem Auftauchen der Menschheit vor fünfzigtausend Jahren beginnt und den ewig währenden Kampf zwischen den Mächten des Chaos und den Mächten der Ordnung zum Thema hat.

## Veröffentlichungen
- Thorn Gandir - Aufbruch. (= Chroniken von Chaos und Ordnung. I). Acabus-Verlag, 2013, ISBN 978-3-86282-210-2.
- Telos Malakin - Prüfung. (= Chroniken von Chaos und Ordnung. II). Acabus-Verlag, 2014, ISBN 978-3-86282-316-1.
- Bargh Barrowsøn - Chaos. (= Chroniken von Chaos und Ordnung. III). Acabus-Verlag, 2015, ISBN 978-3-86282-395-6.
- Lucretia L’Incarto - Krieg. (= Chroniken von Chaos und Ordnung. IV). Acabus-Verlag, 2016, ISBN 978-3-86282-440-3.
- Siralen Befendiku Issirimen - Neuland. (= Chroniken von Chaos und Ordnung. V). Acabus-Verlag, 2018, ISBN 978-3-86282-616-2.
- Irwin MacOsborn - Legende. (= Chroniken von Chaos und Ordnung. VI). Lindwurm-Verlag, 2021, ISBN 3-948695-70-9.
- Darcean Dahoccu - Versuchung. (= Chroniken von Chaos und Ordnung. VII). Lindwurm-Verlag, 2024, ISBN 978-3910279186.

### Soloprojekte Judith Raith
- Kommen Sie rein!, Kurzgeschichte auf der Story-App des Münchner Kurzgeschichtenwettbewerbs 2019 als J. Praßl
- Das Mädchen und der Drache, Kurzgeschichte in der Anthologie Wir sind die Bunten, Acabus-Verlag, 2020 (als Hörbuch 2021), ISBN 978-3862827633
- Erinnere dich, Kurzgeschichte in der Literatur- und Kunstzeitschrift Lichtungen/Ausgabe NR.180 Warum Krimi?, Verein für Literatur & Kunst in Kooperation mit der Akademie Graz, 2024
- Menschliches Allzumenschliches, Kurzgeschichte in der Krimi-Anthologie New Crimes 1, Verlag Edition Keiper, 2025, ISBN 978-3-903575-51-6

## Auszeichnungen
- Nominierung für den Samiel Award 2014 (Auszeichnung des besten Antagonisten/Bösewichts quer durch alle Genres)
- Gewinner des Social Samiel Award 2015 (Publikumspreis für den besten Antagonisten/Bösewicht quer durch alle Genres)
- Platz zwei in der Kategorie „Bester deutschsprachiger Roman“, Platz drei in der Kategorie „Beste Serie“ beim Deutschen Phantastikpreis 2016
- Shortlist des Deutschen Phantastikpreises in der Kategorie „Beste deutschsprachige Serie“, 2019